# Tøa
Tøa est une localité du comté de Nordland, en Norvège.

## Géographie
Administrativement, Tøa fait partie de la kommune d'Øksnes.